# Final Fantasy (gra komputerowa)
Final Fantasy (jap. ファイナルファンタジー Fainaru Fantajii) – gra z gatunku jRPG produkcji japońskiej stworzona przez firmę Square w 1987 roku na konsolę Nintendo Entertainment System (Famicom). Gra ta dała początek oraz nazwę jednej z najpopularniejszych serii gier RPG na świecie i sama doczekała się wielu remake’ów. Gra pojawiła się także na NES Classic Edition.
Pierwsza część Final Fantasy dała początek wielu motywom, które przewijają się niemalże przez wszystkie części serii.

## Dane techniczne

### Wersje gry
- Final Fantasy – 18 grudnia 1987 (Famicom – Japonia)
- Final Fantasy – 22 grudnia 1989 (MSX 2 – Japonia)
- Final Fantasy – maj 1990 (NES – USA)
- Final Fantasy I & II – 27 lutego 1994 (Famicom – Japonia)[5]
- Final Fantasy I – 9 grudnia 2000 (WonderSwan Color – Japonia)
- Final Fantasy I+II Premium Package – 31 października 2002 (PSOne – Japonia)
- Final Fantasy Origins – 14 marca 2003 (PSOne – Europa)
- Final Fantasy I – 29 lutego 2004 (Telefony NTT DoCoMo 900i – Japonia)
- Final Fantasy I & II Advance – 29 lipca 2004 (Game Boy Advance – Japonia)
- Final Fantasy EZ – 19 sierpnia 2004 (Telefony CDMA 1X WIN W21X – Japonia)
- Final Fantasy I & II: Dawn of Souls – 29 listopada 2004 (Game Boy Advance – USA)
- Final Fantasy I – 2007 (PSP)
- Final Fantasy – 2010 (telefony komórkowe, java)
- Final Fantasy Pixel Remaster – 2021 (PC, telefony)

### HistoriaFinal Fantasy
Na początku 1987 roku Square Co., Ltd. miało kłopoty finansowe i jeden z pracowników firmy, Hironobu Sakaguchi, zaproponował szefostwu firmy stworzenie ostatniej gry, która miała być swoistym pożegnaniem się jej z rynkiem gier komputerowych i konsolowych. Gra ta miała być jRPG podobnym do odnoszącej ogromny sukces w Japonii w tamtym czasie gry firmy Enix, Dragon Quest. Nazwana została Final Fantasy, ponieważ była ona ostatnią fantazją firmy na wybicie się na szczyt.
Gra odniosła ogromny sukces finansowy w Japonii, dzięki czemu Square zostało jednym z najpopularniejszych producentów gier jRPG w tym kraju. Gra została przetłumaczona na angielski i wydana na konsolę NES w maju 1990 roku, jednak tylko w Ameryce Północnej. W międzyczasie, w grudniu 1989 roku w Japonii, firma Micro Cabin wydała grę Square na komputer MSX 2. Następnie przez lata pierwsza część Final Fantasy została zapomniana, kiedy to dopiero w 2000 roku ukazała się reedycja tej gry na przenośną konsolę WonderSwan Color, wraz z kompletnie zmienioną grafiką i drobnymi zmianami w dialogach i nazwach przedmiotów.
Kolejna reedycja gry ukazała się na konsolę Sony PlayStation w 2002 roku w Japonii. W Europie Zachodniej i Polsce, gra ukazała się w marcu 2003 roku i została nazwana Final Fantasy Origins (w zestawie sprzedawana razem z Final Fantasy 2) i było to premierowe wydanie (poprzednie wersje nigdy się nie ukazały w tym regionie). Oprócz ulepszonej grafiki podobnej do tej z wersji na WonderSwan Color, zmieniony został również system gry, a także wprowadzona została pseudo-trójwymiarowa mapa świata i wstawki FMV.
Największa zmiana została zauważona w wersji na Game Boy Advance wydanej w 2004 roku, jako część kolekcji Finest Fantasy For Advance. Do gry został dodany tryb Soul of Chaos, który pozwolił graczom na walkę z bossami z przyszłych gier z serii Final Fantasy. Są to m.in. Gilgamesh, Atomos, Omega, Shinryu, Ultros, Phantom Train i Death Gaze.

## Bohaterowie

### Główni bohaterowie
Bohaterowie Final Fantasy są anonimowi. Gracz na początku przygody otrzymuje w swojej drużynie cztery postaci, którym musi nadać imiona oraz określić ich klasy, których do wyboru ma sześć. Każda klasa po wykonaniu zadania dla Bahamuta, Króla Smoków przemienia się w klasę prestiżową. W grze nie ma ograniczenia co do liczby postaci tej samej klasy w drużynie.
- Wojownik (Warrior lub Fighter) – przekształca się w Rycerza (Knight). Ta postać jest najlepsza w użyciu broni, ma największą siłę, a co za tym idzie zadaje najwięcej obrażeń w walce wręcz i posiada najwięcej punktów życia. Może używać najprostszych czarów Białej Magii, ale dopiero po przemianie w Rycerza.
- Złodziej (Thief) – przekształca się w Ninję (Ninja). Ta postać jest bardzo zwinna, obdarzona dużą celnością. Po przekształceniu się w Ninję może używać niższych czarów Czarnej Magii.
- Biały Mag (White Mage) – przekształca się w Białego Czarodzieja (White Wizard). Ta postać jest najsłabsza ze wszystkich klas pod względem zadawanych obrażeń, ale może opanować najwyższe typy czarów Białej Magii. Specjalizuje się w leczeniu towarzyszy. Czary leczące mogą być używane jako potężna broń przeciwko umarłym. Na starszych grafikach z Final Fantasy postać ta jest przedstawiana najczęściej jako kobieta, ale nie jest to regułą.
- Czarny Mag (Black Mage), który przekształca się w Czarnego Czarodzieja (Black Wizard). Ta postać nie jest przystosowana do walki wręcz, ale jest w stanie opanować najtrudniejsze techniki Czarnej Magii, które zadają w późniejszych etapach gry ogromną ilość obrażeń przeciwnikom.
- Czerwony Mag (Red Mage), który przekształca się w Czerwonego Czarodzieja (Red Wizard). Ta postać może używać zarówno czarów z Białej, jak i Czarnej Magii, nie może jednakże nauczyć się bardziej zaawansowanych zaklęć żadnego typu. Ta postać potrafi też sprawnie władać bronią, chociaż pod tym względem ustępuje Wojownikowi, Złodziejowi i Mnichowi.
- Mnich (Monk), który przekształca się w Mistrza (Master). Ta postać posiada wielką siłę psychiczną dzięki czemu potrafi wybronić wiele ataków magicznych. Mnich/Mistrz posiada również wielką siłę fizyczną równą wojownikowi, aczkolwiek używa innego rodzaju ekwipunku. Można wyposażyć go w nunchaku, lecz postać jest o wiele skuteczniejsza w walce, kiedy nie posiada żadnej broni.

### Pozostali bohaterowie
- Garland – wierny rycerz króla Conerii, który obraca się przeciwko niemu i porywa córkę króla – Księżniczkę Sarę.
- Księżniczka Sarah – porwana i uśpiona przez rycerza Garlanda. Jej ojciec, król, stawia Wojownikom Światła warunek: wybuduje dla nich most, jeśli ci uwolnią Sarę.
- Bahamut – władca Smoczego Królestwa, wynagradzający tych, którzy dowiodą swego męstwa.

## Opis fabuły
Świat w grze Final Fantasy składa się z trzech kontynentów. Siły elementarne świata opierają się na mocy czterech kryształów: Ognia, Wody, Ziemi i Wiatru. Tysiące lat przed rozpoczęciem gry kryształy tracą swoją moc i blakną. Z czasem ziemia zaczyna gnić, woda ustaje, wiatr cichnie, a ogień wygasa. Prorok Lukahn pojawia się z przepowiednią, że czwórka Wojowników Światła przybędzie z kryształami, aby odzyskać ich blask.
Pojawiają się oni w królestwie Coneria, gdzie właśnie jeden z lojalnych rycerzy króla, Garland, zdradził go i porwał jego córkę, księżniczkę Sarah. Wojownicy Światła udają się na północ do Świątyni Chaosu, gdzie pokonują Garlanda i ratują księżniczkę. W ramach wdzięczności, król buduje dla nich most, dzięki któremu wojownicy mogą dalej podróżować. Na wschodzie w mieście Pravoca okazuje się, że piraci zaatakowali miasto i dręczą jego mieszkańców. Pokonując piratów bohaterowie uzyskują dostęp do ich statku, dzięki któremu mogą podróżować przez ocean.
W królestwie Elfheim zamieszkanym przez elfów, zły elf Astos uśpił księcia i uciekł wraz z koroną pewnego króla, który mieszkał w północnym zamku. Wojownicy odnajdują koronę i zwracają ją królowi, jednak okazuje się, że jest nim naprawdę Astos, po pokonaniu którego wojownicy uzyskują czarodziejską kulę. Oddają ją oni Wiedźmie Matoyi, która w zamian daje im lekarstwo na wyleczenie księcia. Według legendy, mieszkańcy Elfheim powinni dać Wojownikom Światła Mistyczny Klucz, który otwiera wiele zamkniętych komnat na świecie. W jednej z nich znajduje się materiał wybuchowy, który pozwala krasnoludom z zachodu dokończyć budowę tunelu i otworzyć wojownikom drogę morską na zachód.
Tam znajdują oni miasto Melmond – rolnicze miasto, w którym ziemia zgniła, przez co mieszkańcy cierpią i umierają. Wojownicy pokonują wampira, który powinien być przyczyną gnicia ziemi, jednak to nic nie pomogło. Okazało się, że prawdziwym powodem gnicia ziemi jest potwór, który zabrał moc Kryształu Ziemi. Jest to Lich, którego wojownicy pokonują i przywracają równowagę elementowi Ziemi. Następnie, w Wulkanie Gurug znajdują Marilith, która pilnuje mocy Kryształu Ognia. W podwodnym królestwie syren, Kraken ochrania moc Kryształu Wody. Po ich pokonaniu, wojownicy docierają do królestwa Lufenian – starożytnego ludu, który wynalazł sposób na tworzenie latających maszyn i stworzył Latające Zamki. W jednym z nich Tiamat pilnował mocy Kryształu Wiatru.
Po odzyskaniu mocy czterech kryształów okazuje się, że to nie koniec podróży wojowników. Lich, Marilith, Kraken i Tiamat wykorzystując Garlanda, tworzą z niego Chaos – nadludzką postać, która zostaje wysłana 2000 lat w przeszłość, gdzie ma za zadanie uwolnić moc czterech potworów i wysłać ich w przyszłość, tworząc paradoks czasowy. Wojownicy Światła udają się za Chaosem i pokonują go w przeszłości, jednak po powrocie do swoich czasów nic nie pamiętają. Nikt nic nie pamięta, ponieważ po pokonaniu oryginalnego przeciwnika, cała ta historia się nie wydarzyła.